# Binarowa
Binarowa – wieś w Polsce, w województwie małopolskim, w powiecie gorlickim, w gminie Biecz.
W latach 1954–1972 wieś należała a była siedzibą władz do 1959 r. gromady Binarowa. W latach 1975–1998 miejscowość należała administracyjnie do województwa krośnieńskiego.
W Binarowej znajduje się zabytkowy parafialny kościół św. Michała Archanioła wpisany w 2003 roku na Listę Światowego Dziedzictwa Kulturowego UNESCO, włączony do Szlaku architektury drewnianej w Województwie Małopolskim.

## Położenie geograficzne
Sołectwo Binarowa jest największe obszarowo na terenie gminy Biecz i liczy 1525 ha. Wieś położona jest w dolinie potoku Sitniczanka i na wznoszących się nad nią wzgórzach Pogórza Ciężkowickiego. Sołectwo graniczy z Bieczem, ze Święcanami, z Szerzynami, Racławicami.

## Integralne części wsi
| SIMC    | Nazwa            | Rodzaj    |
| ------- | ---------------- | --------- |
| 0344679 | Harendarzówka    | część wsi |
| 0344685 | Jurusiowe Potoki | część wsi |
| 0344691 | Kamieniec        | część wsi |
| 0344700 | Kurpiel          | część wsi |
| 0344716 | Lechowe Potoki   | część wsi |
| 0344722 | Maślakowice      | część wsi |
| 0344739 | Nadole           | część wsi |
| 0344745 | Nagórze          | część wsi |
| 0344751 | Pola             | część wsi |
| 0344768 | Strzegominy      | część wsi |
| 0344774 | Wygon            | część wsi |
| 0344780 | Zielona Ulica    | część wsi |

Oprócz wykazanych integralnych części wsi w TERYT mieszkańcy wyróżniają części wsi Równia i Wielki Potok.

## Historia
W 1348 roku król Kazimierz Wielki wręczył na Wawelu przywilej na lokację wsi poniżej Biecza na 60 łanach, na prawie niemieckim sołtysom Mikołajowi Vlosniczar i Hermanowi w obecności świadków. Akt lokacyjny uposażył sołectwo i określił przywileje oraz powinności sołtysów. Akt lokacyjny nie wymieniał nazwy wsi, a jedynie nazwę rzeki, nad którą wieś lokowano – Szczytnice, dziś Sitniczankę. Jeszcze w roku 1547 wieś funkcjonowała pod niem. nazwą Bynarhaw.
W Binarowej znajduje się na cmentarzu głównym cmentarz wojenny, gdzie zostali pochowani polegli żołnierze austriaccy.
W Binarowej, znajdującej się w czasie II wojny światowej w Generalnym Gubernatorstwie, zostali „osiedleni” mieszkańcy Poznania, przewiezieni do GG z obozu przejściowego w Poznaniu na ulicy Głównej. Wysiedleni spotkali się z dobrym przyjęciem w Binarowej.
W Binarowej urodził się Bronisław Kamiński.

## Mieszkańcy, budynki użyteczności publicznej
Binarowa zajmuje trzecie miejsce w gminie pod względem liczebności mieszkańców.
Na terenie Sołectwa znajduje się szkoła, której pierwsza część została wybudowana w roku 1948 a druga została dobudowana w roku 1953. W roku 1999 rozpoczęto budowę nowego obiektu szkolnego, finansowaną przez Urząd Gminy Biecz.
Na terenie sołectwa działa ochotnicza straż pożarna, która w 2004 roku została włączona do krajowego systemu ratowniczo-gaśniczego.

## Religia
W miejscowości ma swoją siedzibą parafia rzymskokatolicka pod wezwaniem św. Michała Archanioła, należąca do dekanatu Biecz, diecezji rzeszowskiej z zabytkowym kościołem parafialnym. Kościół parafialny pw. św. Michała Archanioła z ok. 1500 roku; jednonawowy, konstrukcji zrębowej; wyjątkowo cenne malowidła z XVI-XVII w., gotyckie rzeźby z XIV wieku. W latach 1641–1650 świątynię gruntownie przekształcono: powstała m.in. kaplica pw. Aniołów Stróżów oraz wykonano nową polichromię. W kościele znajduje się ołtarz główny z figurą Matki Boskiej z Dzieciątkiem, kamienna chrzcielnica z 1522 roku oraz gotycki dzwon z XV wieku. W lewym ołtarzu bocznym słynący łaskami obraz Matki Boskiej, będący darem króla Jana Kazimierza.
W 2003 r. kościół w Binarowej wraz z innymi kościołami Małopolski i Podkarpacia, z racji dużego znaczenia dla kultury i dziedzictwa ludzkości, wpisano na Listę Światowego Dziedzictwa Kulturowego UNESCO.
26 czerwca 2004, na „II Forum Polskich Miast i Miejsc UNESCO”, miasta i obiekty w Polsce, znajdujące się na Liście Światowego Dziedzictwa Kulturowego UNESCO, w celu przekazywania informacji, współpracy i promocji skupiły się w Ligę Polskich Miast i Miejsc UNESCO. Siedzibą Ligi został Toruń, a jej pierwszym prezesem Marcin Zamoyski.

## Zabytki
Obiekt wpisany do rejestru zabytków nieruchomych województwa małopolskiego.
- Kościół parafialny pw. św. Michała Archanioła, dzwonnica.

## Inne zabytki
- Cmentarz wojenny nr 110 z I wojny światowej.